# Mike Lachance
Michel "Mike" Lachance, född 16 december 1950, är en kanadensisk före detta travtränare och travkusk. Han anses som en av de bästa kuskarna någonsin. Han började sin karriär 1967 i Québec. Då han avslutade sin karriär som kusk hade han tagit 10 253 segrar, och kört in över 187 miljoner dollar. Lachance har valts in i Hall of Fame både i Kanada och USA.

## Karriär
Lachance började köra hästar redan som barn, och började köra professionellt vid 17 års ålder i Québec. Han blev snabbt kuskchampion på Blue Bonnets Raceway i Montréal. Hans framgångar i Kanada ledde till att han flyttade till de stora banorna runt New York 1982. 1984 blev han den första kusken som vunnit 200 lopp under ett år på både Roosevelt och Yonkers Raceway. 1988 blev Lachances hemmabana Meadowlands Racetrack hans bas. Han kom att rankas bland de fem bästa kuskarna i femton säsonger i rad. Lachance har även tagit flera kuskchampionat på många av de större banorna i Kanada och USA.
Lachance vann flest lopp i hela USA under åren 1984–1987. 1986 satte han nytt nordamerikanskt rekord med 770 segrar under ett år. Den 14 juli 1995 satte han ett nytt rekord för flest vinster under en dag, med åtta segrar. Under sin karriär har han segrat i bland annat Little Brown Jug (fem gånger), Hambletonian Stakes (fyra gånger) och North America Cup (tre gånger).
1997 vann han Triple Crown of Harness Racing for Pacers tillsammans med Western Dreamer, den enda valacken som någonsin vunnit en Triple Crown.

## Privatliv
Lachance bor med sin fru Micheline på en gård i Millstone Township i New Jersey. Han äger fortfarande trav- och passgångshästar, och hans söner Patrick och Martin har båda aktiva karriärer som kuskar.

## Större segrar i urval
| År   | Lopp                                   | Häst               | Tränare           |
| ---- | -------------------------------------- | ------------------ | ----------------- |
| 1985 | Breeders Crown Open Pace               | Division Street    | Vinnie Aurigemma  |
| 1986 | Breeders Crown Open Mare Pace          | Samshu Bluegrass   | Vinnie Aurigemma  |
| 1987 | Cane Pace                              | Righteous Bucks    | Richard Marine    |
| 1988 | Little Brown Jug                       | B.J. Scoot         | Tom Artandi       |
| 1988 | Messenger Stakes                       | Matt's Scooter     | Harry J. Poulton  |
| 1988 | Confederation Cup Pace                 | Matt's Scooter     | Harry J. Poulton  |
| 1988 | Meadowlands Pace                       | Matt's Scooter     | Harry J. Poulton  |
| 1988 | Prix d'Été                             | Matt's Scooter     | Harry J. Poulton  |
| 1989 | Little Brown Jug                       | Goalie Jeff        | Tom Artandi       |
| 1989 | Adios Pace                             | Goalie Jeff        | Tom Artandi       |
| 1989 | Prix d'Été                             | Goalie Jeff        | Tom Artandi       |
| 1989 | Breeders Crown Open Pace               | Matt's Scooter     | Harry J. Poulton  |
| 1989 | Breeders Crown 3YO Colt & Gelding Pace | Goalie Jeff        | Tom Artandi       |
| 1990 | Hambletonian Oaks                      | Working Gal        | Ken Seeber        |
| 1990 | Breeders Crown 3YO Colt & Gelding Trot | Embassy Lobell     | Jerry Riordan     |
| 1991 | Yonkers Trot                           | Crown's Invitation | Jerry Riordan     |
| 1991 | Kentucky Futurity                      | Whiteland Janice   | Chuck Sylvester   |
| 1991 | Breeders Crown Open Pace               | Camluck            | Robert McIntosh   |
| 1992 | Yonkers Trot                           | Mc Cluckey         | Joseph Holloway   |
| 1992 | North America Cup                      | Safely Kept        | Joe Holloway      |
| 1992 | Breeders Crown 3YO Colt & Gelding Trot | Baltic Striker     | Ron Gurfein       |
| 1992 | Breeders Crown 3YO Filly Trot          | Imperfection       | Ron Gurfein       |
| 1993 | Breeders Crown 2YO Filly Pace          | Electric Slide     | Bob McIntosh      |
| 1994 | Hambletonian Stakes                    | Victory Dream      | Ron Gurfein       |
| 1994 | Little Brown Jug                       | Magical Mike       | Tom Haughton      |
| 1994 | Breeders Crown Open Mare Pace          | Shady Daisy        | Louis Bauslaugh   |
| 1994 | Breeders Crown 3YO Colt & Gelding Pace | Magical Mike       | Tom Haughton      |
| 1995 | Breeders Crown 2YO Filly Trot          | Continentalvictory | Ron Gurfein       |
| 1996 | Hambletonian Stakes                    | Continentalvictory | Ron Gurfein       |
| 1996 | Yonkers Trot                           | Continentalvictory | Ron Gurfein       |
| 1996 | Adios Pace                             | Electric Yankee    | Brett Pelling     |
| 1996 | Breeders Crown 3YO Colt & Gelding Pace | Armbro Operative   | Brett Pelling     |
| 1996 | Breeders Crown 3YO Filly Pace          | Mystical Maddy     | Brett Pelling     |
| 1997 | Little Brown Jug                       | Western Dreamer    | Bill Robinson     |
| 1997 | Cane Pace                              | Western Dreamer    | Bill Robinson     |
| 1997 | Messenger Stakes                       | Western Dreamer    | Bill Robinson     |
| 1997 | Breeders Crown Open Pace               | Armbro Operative   | Brett Pelling     |
| 1997 | Breeders Crown 2YO Colt & Gelding Pace | Artiscape          | Bob McIntosh      |
| 1998 | Cane Pace                              | Shady Character    | Brett Pelling     |
| 1998 | North America Cup                      | Straight Path      | Shawn Robinson    |
| 1998 | Breeders Crown 3YO Colt & Gelding Pace | Artiscape          | Bob McIntosh      |
| 1999 | Hambletonian Stakes                    | Self Possessed     | Ron Gurfein       |
| 1999 | Kentucky Futurity                      | Self Possessed     | Ron Gurfein       |
| 2000 | Breeders Crown Open Pace               | Western Ideal      | Brett Pelling     |
| 2000 | Breeders Crown Open Mare Pace          | Ron's Girl         | Joe Anderson      |
| 2000 | Breeders Crown 3YO Colt & Gelding Trot | Fast Photo         | Don Swick         |
| 2000 | Breeders Crown 2YO Colt & Gelding Pace | Bettor's Delight   | Scott McEneny     |
| 2001 | Little Brown Jug                       | Bettor's Delight   | Scott McEneny     |
| 2001 | Metro Pace                             | Mach Three         | Shawn Robinson    |
| 2001 | World Trotting Derby                   | Cobol              | Per K. Eriksson   |
| 2001 | North America Cup                      | Bettor's Delight   | Scott McEneny     |
| 2001 | Breeders Crown 2YO Filly Trot          | Cameron Hall       | Robert A. Stewart |
| 2003 | Confederation Cup Pace                 | Stonebridge Premio | Brett Pelling     |
| 2003 | Hambletonian Stakes                    | Amigo Hall         | Blair Burgess     |
| 2003 | Meadowlands Pace                       | Allamerican Theory | Des Tackoor       |
| 2003 | Breeders Crown 2YO Colt & Gelding Trot | Cantab Hall        | Ron Gurfein       |
| 2006 | Adios Pace                             | Cactus Creek       | Ervin Miller      |
| 2006 | Breeders Crown 2YO Filly Pace          | Calgary Hanover    | Don Swick         |
| 2006 | Breeders Crown 2YO Filly Trot          | Possess The Magic  | Ron Gurfein       |
| 2006 | Breeders Crown 2YO Colt & Gelding Pace | Charley Barley     | Kim Miller        |
| 2006 | Breeders Crown 2YO Filly Pace          | Calgary Hanover    | Don Swick         |
| 2009 | Breeders Crown 2YO Colt & Gelding Trot | Pilgrims Taj       | Keith Armer       |
| 2012 | Kentucky Futurity                      | My MVP             | Tony Alagna       |
| 2013 | Kentucky Futurity                      | Creatine           | Robert Stewart    |